# Megaelosia goeldii
Pour les articles homonymes, voir Goeldi.
Espèce
Synonymes
- Hylodes goeldii Baumann, 1912

Statut de conservation UICN

 LC  : Préoccupation mineure
Megaelosia goeldii est une espèce d'amphibiens de la famille des Hylodidae.

## Répartition
Cette espèce est endémique du Brésil. Elle se rencontre dans les États de l'São Paulo et de l'Rio de Janeiro.

## Étymologie
Cette espèce est nommée en l'honneur d'Emílio Augusto Goeldi.

## Publication originale
- Baumann, 1912 : Brasilianische Batrachier des Berner Naturhistorischen Museums nebst Untersuchungen über die geographische Verbreitung der Batrachier in Brasilien. Zoologische Jahrbuecher Abteilung fuer Systematik Oekologie und Geographie der Tiere, vol. 33, no 2, p. 87-172 (texte intégral).